# Compartamos Banco
Compartamos Banco, S.A. de C.V. es un banco mexicano y es también una entidad bancaria en Latinoamérica para microfinanzas, con más de 3 millones clientes. Fue fundado en el año 1990 y tiene su sede en la Ciudad de México.
El banco se dedica a los sectores de crédito y seguros. En la división de crédito, Compartamos ofrece préstamos, incluyendo Crédito a la mujer, Crédito Adicional, Crédito de mejoramiento del hogar, Crédito de Solidaridad y Crédito Individual, y en la división de seguros, ofrece seguros de vida y seguro integral. La empresa cuenta con 352 oficinas de servicio en el mercado interno mexicano.

## Historia
Fundada por José Ignacio Ávalos Hernández como una ONG en 1990, Compartamos pretende mitigar la pobreza proporcionando microcréditos a pequeñas empresas, inicialmente ofreciendo préstamos a las mujeres en la base de la pirámide económica.
Con el fin de hacer crecer el fondo, se decidió incorporarla como empresa con fines lucrativos en 2000, y se obtuvo una licencia de banca comercial en 2006.
En 2007 Compartamos controversialmente recaudó $467 millones de la emisión de una oferta pública de venta, obteniendo grandes beneficios para los inversionistas privados así como apoyos filantrópicos tales como ACCION International y el Banco Mundial sin aumentar el capital adicional. 
En 2011, el grupo expandió sus operaciones a Guatemala y adquirió el Financiero Crear en Perú. El Grupo Compartamos, la sociedad tenedora, fue renombrada como Gentera en 2013.

## Productos y servicios

### Créditos
- Crédito Mujer, es un crédito concedido personalmente a las mujeres en grupos de 10 a 50 miembros, con garantía solidaria, para invertir en sus negocios.
- Crédito Comerciante, es un grupo crédito otorgado a grupos de 5 a 20 empresarios hombres y/o mujeres con garantía solidaria.
- Crédito Individual, concede un préstamo personal con un mayor financiamiento a quienes necesitan hacer una inversión más fuerte en sus negocios.

### Cuentas de ahorro
- Mis Ahorros Compartamos, Cuenta Básica para ahorro con descuentos en tiendas participantes, ideal para primera cuenta.
- Cuenta a Mi favor, Cuenta Básica para ahorro con opción de trámite en línea, más conocido como trámite express.
- Mi Grupo Compartamos, Cuenta avanzada para manejo de créditos grupales, para el uso de esta cuenta, en especial para retiro y depósito de dinero, es necesaria la intervención presencial del titular y 2 integrantes del crédito grupal y/o de la cuenta para validar el movimiento.

## Críticas
Compartamos atrajo críticas feroces a raíz de la salida a bolsa para el enriquecimiento de los inversores privados con el rendimiento del capital del 53% generados a partir de tasas de interés superiores al 100% de quienes viven en la pobreza.
El pionero de las microfinanzas Muhammad Yunus describió las prioridades de Compartamos como una "metida de pata" y sugirió que no debían ser comparados con los proyectos de microcrédito que había defendido.
El Grupo Consultativo de Asistencia a los Pobres, una filial del Banco Mundial que proporciona algunos de los principales fondos para Compartamos, argumentó que la salida a bolsa fue la consecuencia de una decisión anterior justificable para tomar la inversión privada y así expandir su capacidad de ofrecer préstamos, pero Compartamos expresó preocupación pues pueden ser colocandos los intereses de los accionistas por encima de los de sus clientes.